# 우리는 밤차를 탔읍니다
"우리는 밤차를 탔읍니다"는 1979년에 개봉한 대한민국의 영화이다.

## 캐스팅
- 이덕화
- 이동진
- 정혜선
- 강부자
- 하명중
- 박은수
- 서승희
- 김보미
- 방희
- 김영인
- 김달호
- 오희찬
- 박영철
- 백현자
- 김대순
- 조태웅
- 곽규호 (특별출연)